# Chestnut Hill (Metro de Boston)
Chestnut Hill  es una estación en el Ramal D de la línea Verde del Metro de Boston. La estación se encuentra localizada en Hammond Street y Middlesex Road en Boston, Massachusetts. La estación Chestnut Hill fue inaugurada el 4 de julio de 1959. La Autoridad de Transporte de la Bahía de Massachusetts es la encargada por el mantenimiento y administración de la estación. 

## Descripción
La estación Chestnut Hill cuenta con 2 plataformas laterales y 2 vías. 

## Conexiones
La estación es abastecida por las siguientes conexiones: 
- Rutas de autobuses: ninguna